# Sinus Medii

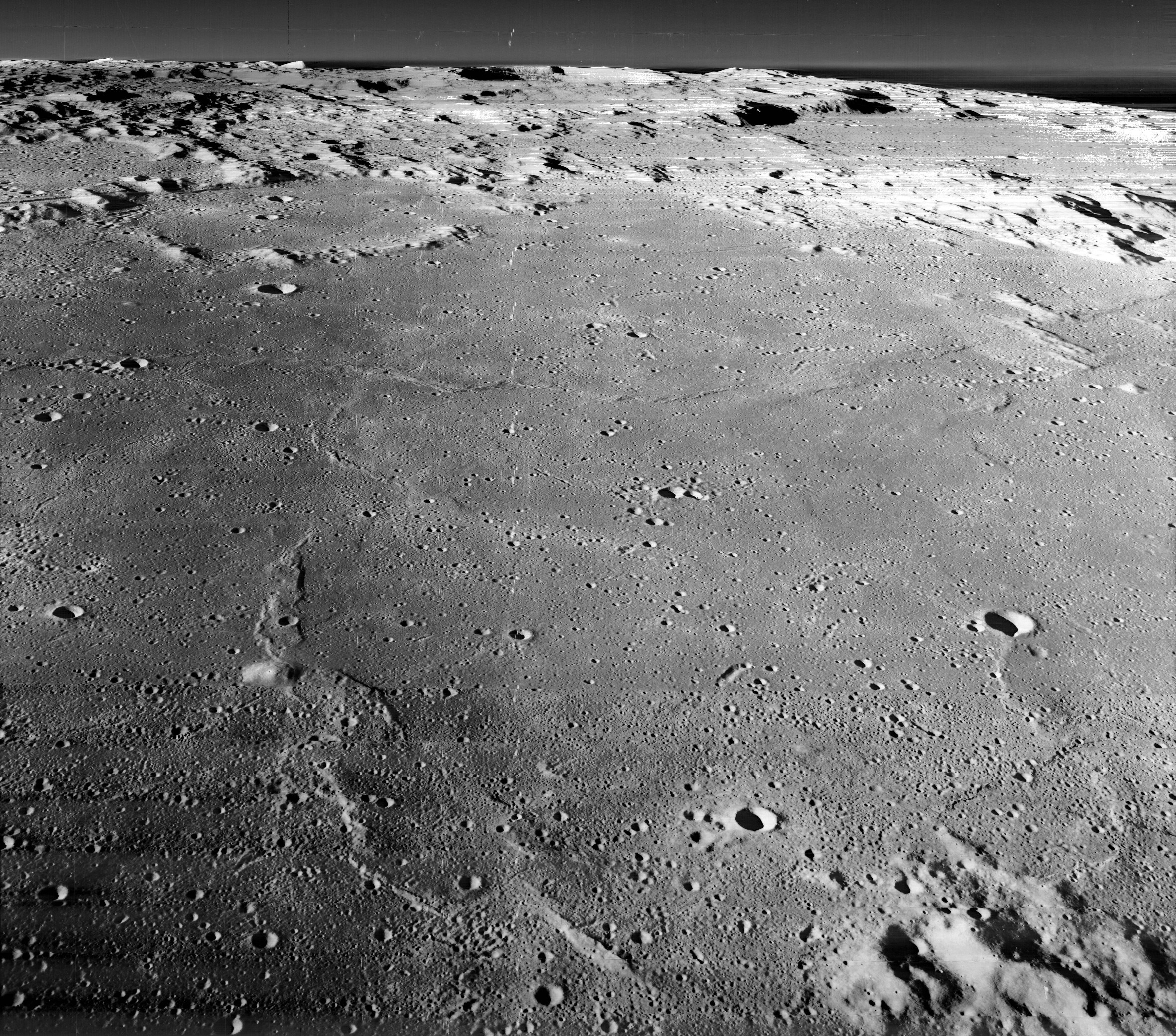
Vista obliqua des del sud del centre del Sinus Medii (imatge Lunar Orbiter 2), mostrant els cràters Bruce a la dreta i Oppolzer a dalt a l'esquerra

El Sinus Medii ("Badia del Mig") és una petita mar lunar. Pren el seu nom de la seva ubicació en la intersecció de l'equador de la Lluna i del primer meridià (meridià zero). Vist des de la Terra, queda situat en la part central de la cara visible de la Lluna, i és el punt més proper a la Terra.

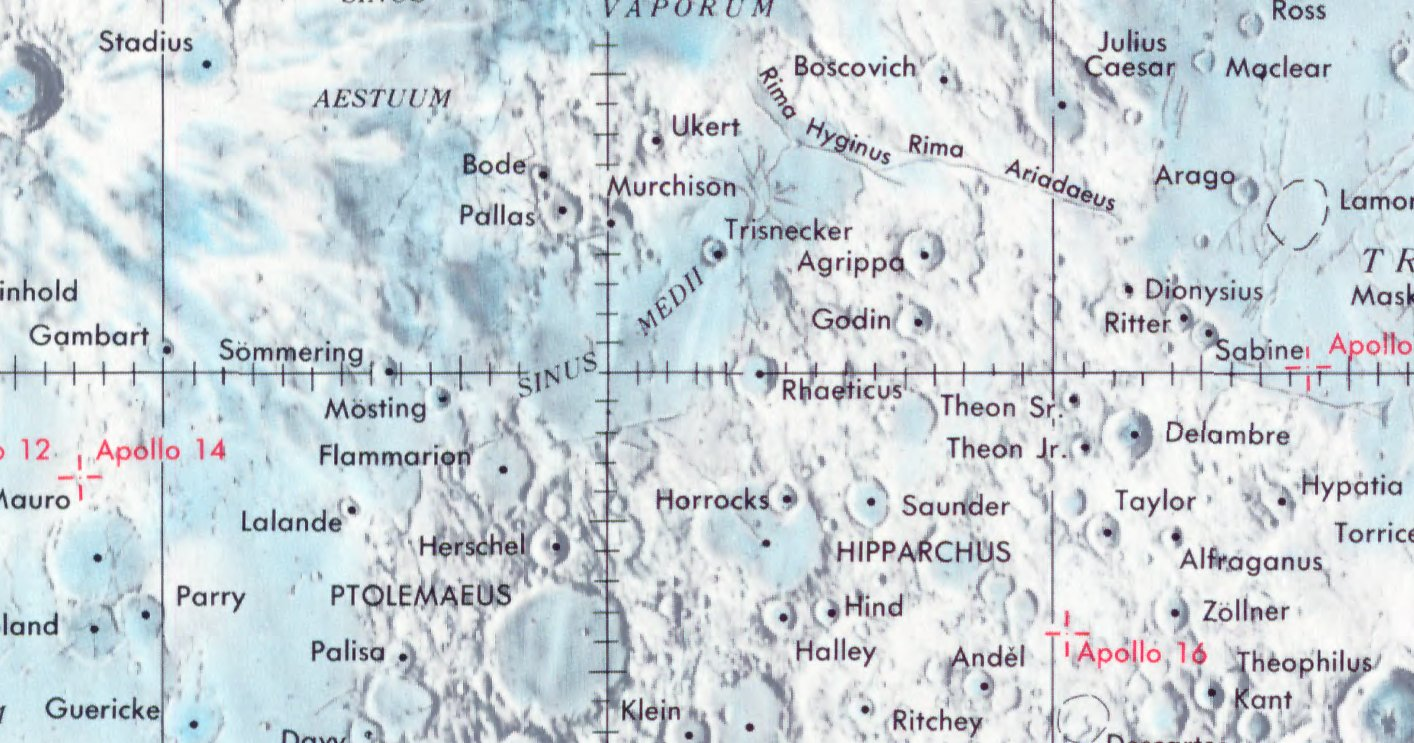
Localització del Sinus Medii.

En aquesta zona, la Terra sempre apareix en la vertical d'un observador, a pesar que la posició del planeta variaria lleugerament a causa de la libració.

## Geologia
Les coordenades selenogràfiques del Sinus Medii són 1° 38′ N, 1° 02′ E / 1.63°N,1.03°E, i el seu diàmetre és de 335 km. Està unit a la Mare Insularum en l'oest i amb la Mare Vaporum al nord.
La part oriental del sinus és notable per una sèrie de sistemes d'esquerdes. A certa distància cap al nord-est apareix la Rima Hyginus, que divideix al cràter Hyginus. En el seu extrem oriental s'hi troba la Rima Ariadaeus (amb 220 km de longitud), que cap a l'est aconsegueix la vora de la Mare Tranquillitatis. En la longitud 4-6° E s'hi localitza el sistema de les Rimae Triesnecker (que reben el seu nom del cràter Triesnecker, just a l'oest).
El costat nord del Sinus Medii està format per una regió muntanyenca, que inclou els cràters d'impacte Murchison i Pallas en el límit del seu contorn, igual que el cràter amb forma de copa Chladni.
Existeixen altres regions muntanyenques al sud i al sud-est de la vora del Sinus Medii. S'hi localitzen nombrosos cràters en aquesta zona inundats per la lava de la mar lunar, amb Flammarion prop de la vora occidental, Oppolzer, Réaumur i Seeliger, aquest últim una mica més llunyà. La Rima Flammarion i la Rima Oppolzer també s'hi troben al costat de la vora de la mare, prop dels seus cràters corresponents. També al llarg del costat sud-est, travessat pel meridià zero s'hi troba el cràter Rhaeticus.
En la meitat occidental de l'interior del sinus es localitzen els petits cràters Bruce i Blagg, i prop de l'extrem occidental del sinus apareixen els cràters inundats de lava Schröter i Sömmering.

## Noms

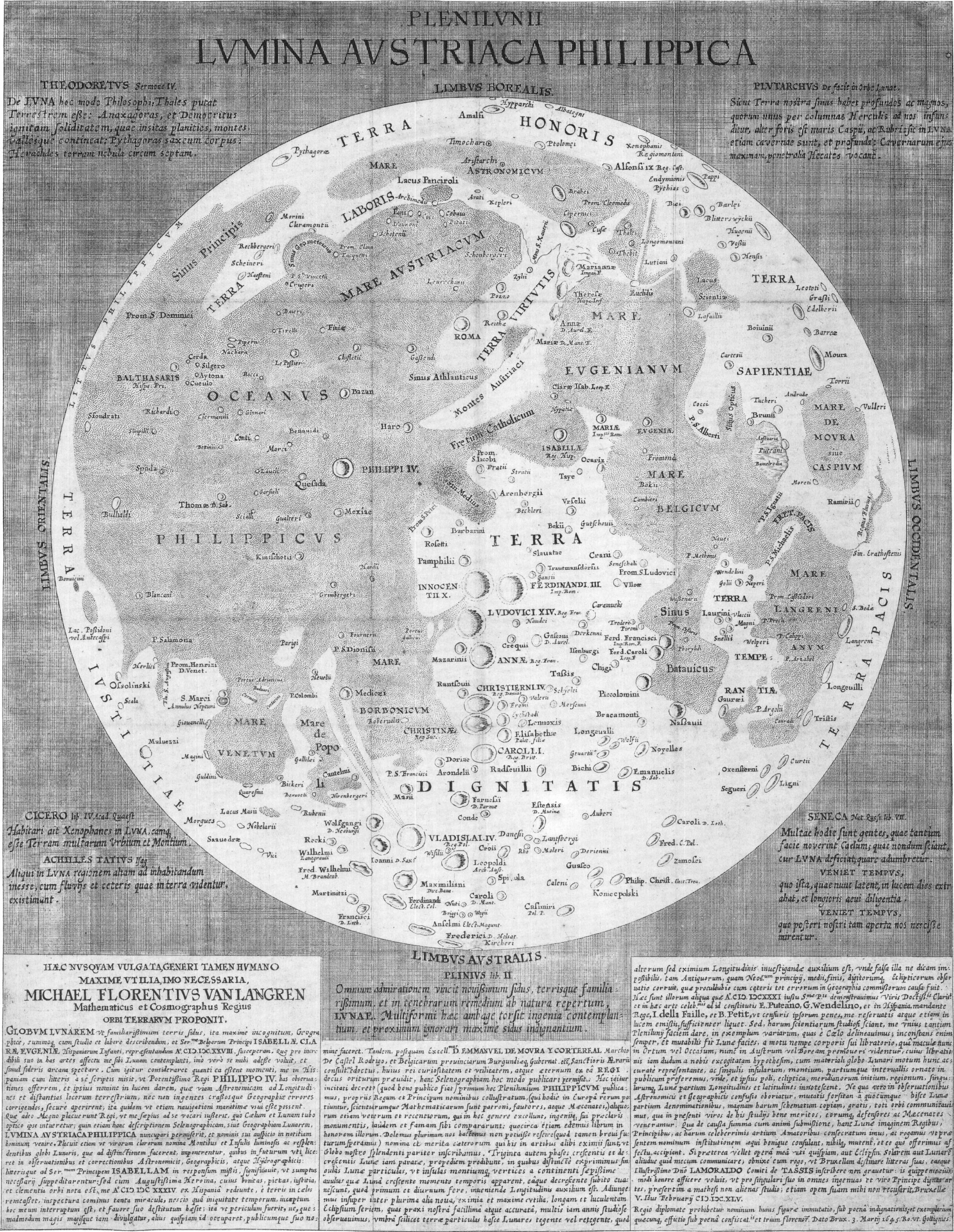
Mapa de Langren (1645), en el qual el nom del Sinus Medius va aparèixer per primera vegada

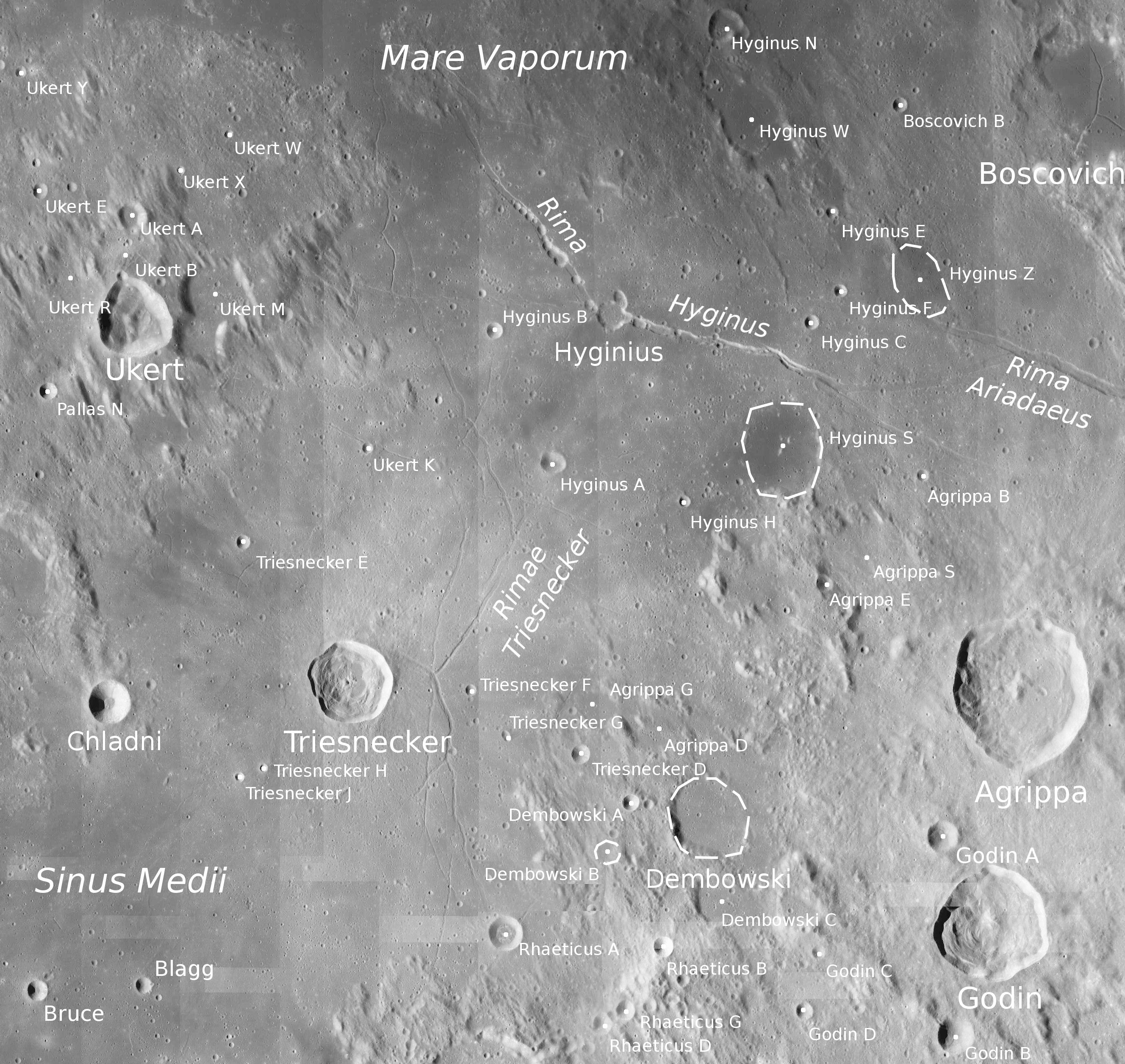
Sector nord-oriental del Sinus Medius

L'astrònom anglès William Gilbert va ser el primer a adjudicar un nom a aquesta mare, denominant-la Insula Medilunaria ("Illa del Mig de la Lluna"). El seu nom actual va ser obra de Michael van Langren, qui el va retolar com Sinus Medius en el seu mapa de 1645. Johannes Hevelius va denominar al sinus com Mare Adriaticum ("Mar Adriàtica") en el seu mapa de 1647. Giovanni Riccioli la va anomenar Sinus Aestuum ("Badia bullent") en el seu mapa de 1651.

## Exploració
La missió Surveyor 6 va aterrar al novembre de 1967 a l'oest-sud-oest de l'interior del cràter Bruce, localitzat dins del Sinus Medii. Amb anterioritat, al juliol de 1967, el Surveyor 4 s'havia estavellat en una zona propera.